# Johann Christoph Fesel

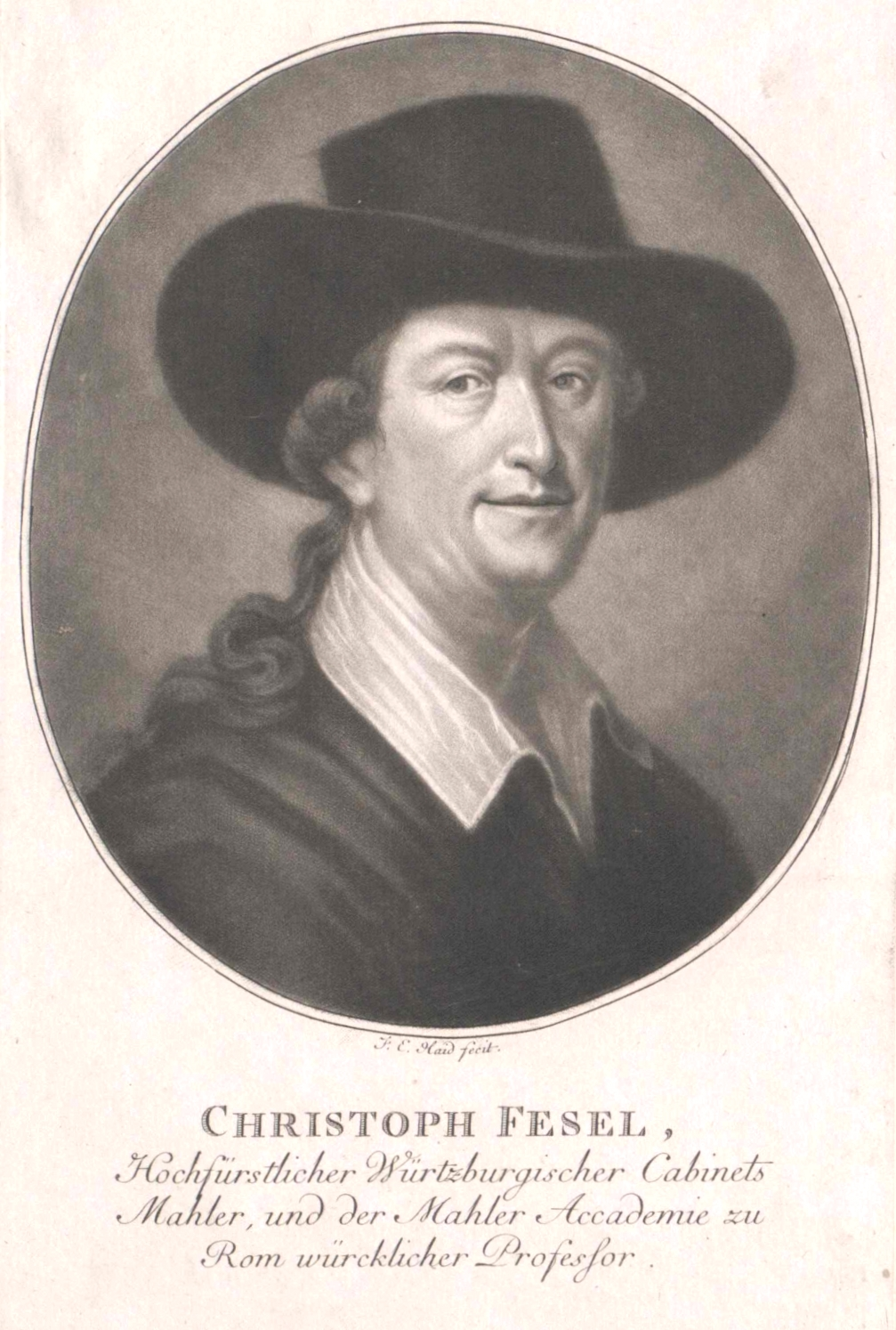
Christoph Fesel, Porträt von Johann Elias Haid

Johann Christoph Fesel (auch Christoph Fesel; * 14. Juli 1737 in Ochsenfurt; † 25. Oktober 1805 in Würzburg) war zwischen 1768 und 1803 der letzte Hofmaler der Fürstbischöfe von Würzburg. Nach der Säkularisation war Fesel für Kurfürst Maximilian IV. Joseph als Malerei-Inspektor tätig und inventarisierte die Bestände der fürstbischöflichen Sammlungen. Daneben arbeitete er für private und kirchliche Auftraggeber als Maler.

## Leben

### Jugend und Förderung (bis 1755)
Johann Christoph Fesel wurde am 14. Juli 1737 in Ochsenfurt geboren. Sein Vater Johann Michael Fesel stammte aus dem nahen Eibelstadt und war als Barbier und Stadtchirurg in die würzburgische Amtsstadt gekommen. Die Mutter Apollonia Katharina Fesel, geborene Horn, kam aus Ochsenfurt. Johann Christoph war der erste und einzige Sohn des Ehepaares, von den fünf Schwestern erreichten nur drei das Erwachsenenalter.
Zunächst sollte Johann Christoph den Beruf des Vaters erlernen, doch bereits zwischen acht und neun Jahren wurde das künstlerische Talent des Jungen deutlich. Johann Christoph durfte das Zeichnen und Malen bei einem örtlichen Landschaftsmaler üben. Im Alter von zehn wurde erstmals ein Gemälde von ihm in der Pfarrkirche in Eibelstadt ausgestellt. Unklar ist, ob dort ein Offizier den Jungen entdeckte und in die Bistumsmetropole Würzburg brachte, um sein Können zu fördern.
Zwischen 1749 und 1750 ist Fesel erstmals in Würzburg nachgewiesen. Der regierende Fürstbischof Karl Philipp von Greiffenclau zu Vollrads förderte den angehenden Künstler finanziell. Johann Christoph ging beim damaligen Hofmaler Franz Ignaz Roth in die Lehre, der allerdings mehr Handwerker als Künstler war. Roth unterhielt allerdings Verbindungen zur Werkstatt des Giovanni Battista Tiepolo, der zwischen 1750 und 1753 den Kaisersaal und das Treppenhaus der neuerrichteten Residenz stuckierte.

### In Wien und Rom (bis 1767)
Nach dem Tod des Fürstbischofs Karl Philipp wurde 1755 Adam Friedrich von Seinsheim zum Herzog von Franken gewählt. Er förderte den Kunstnachwuchs weiter. Anfang 1756 wurde Fesel vom Fürstbischof nach Wien gesandt, wo er ein Jahr blieb. Er lernte wohl zunächst beim Direktor der Akademie, Paul Troger, ehe er Unterricht von Martin van Meytens und Franz Anton Palko erhielt. Allerdings sind keine direkten Nachweise von Fesels Wiener Zeit erhalten.
Johann Christoph Fesel kehrte im Jahr 1757 nach Würzburg zurück, wahrscheinlich, weil er nicht in die Akademie aufgenommen wurde. Er bat den Fürstbischof, seine Studien in Italien fortsetzen zu können und brach zwischen 1757 und 1758 mit 75 Dukaten Reisegeld des Adam Friedrich von Seinsheim auf. Zunächst zog es Fesel nach Venedig, wo er die Werkstatt des Tiepolo besuchte. Wie lange er in der Lagunenstadt blieb, ist ungeklärt.
Zwischen 1758 und Juni 1760 erreichte Fesel Rom. Dort war der Künstler zunächst in seinem Schaffen gehindert, weil die Geldzuwendungen durch den Bischof ausblieben. Erst nach vier Wochen des Wartens erfolgten weitere Zahlungen. Fesels erster Anlaufpunkt war das Haus des Anton Raphael Mengs, der einen kleinen Salon unterhielt. Ab Ostern 1762 lebte der Künstler in Mengs’ Villa Vittoria zusammen mit Anton Maron und Giovanni Casanova. Eventuell leitete er auch das Atelier.
Im Jahr 1763 verließ Fesel die Villa und zog in die Werkstatt des Pompeo Batoni. Es ist unsicher, ob Fesel dort bereits als Mitarbeiter angestellt wurde. In Rom entwickelte der Franke Freundschaften zu mehreren berühmten Künstlern, darunter Raimondo Ghelli, Tommaso Conca und Carlo Giuseppe Ratti. Auch aus dieser Schaffensperiode sind keine Werke erhalten. Unklar ist, ob Fesel auch nach Griechenland reiste. Sicher kehrte er jedoch Ende des Jahres 1767 nach Würzburg zurück.

### Hofmaler in Würzburg (bis 1803)
Der Hofmaler Franz Anton Ermeltraut war verstorben und Fürstbischof Adam Friedrich forcierte als Nachfolger Johann Christoph Fesel. Am 8. Januar 1768 wurde er zum „Fürstlich Würtzburgischen Cammer-Diener und Cabinets-Mahlery-Inspector“ ernannt. Er erhielt ein jährliches Salär und Sonderzahlungen. Deshalb konnte er am 30. Januar 1769 Anna Dorothea Kilian in Schlüsselfeld heiraten. Dort lebte der Maler wahrscheinlich auch die nächsten Jahre.

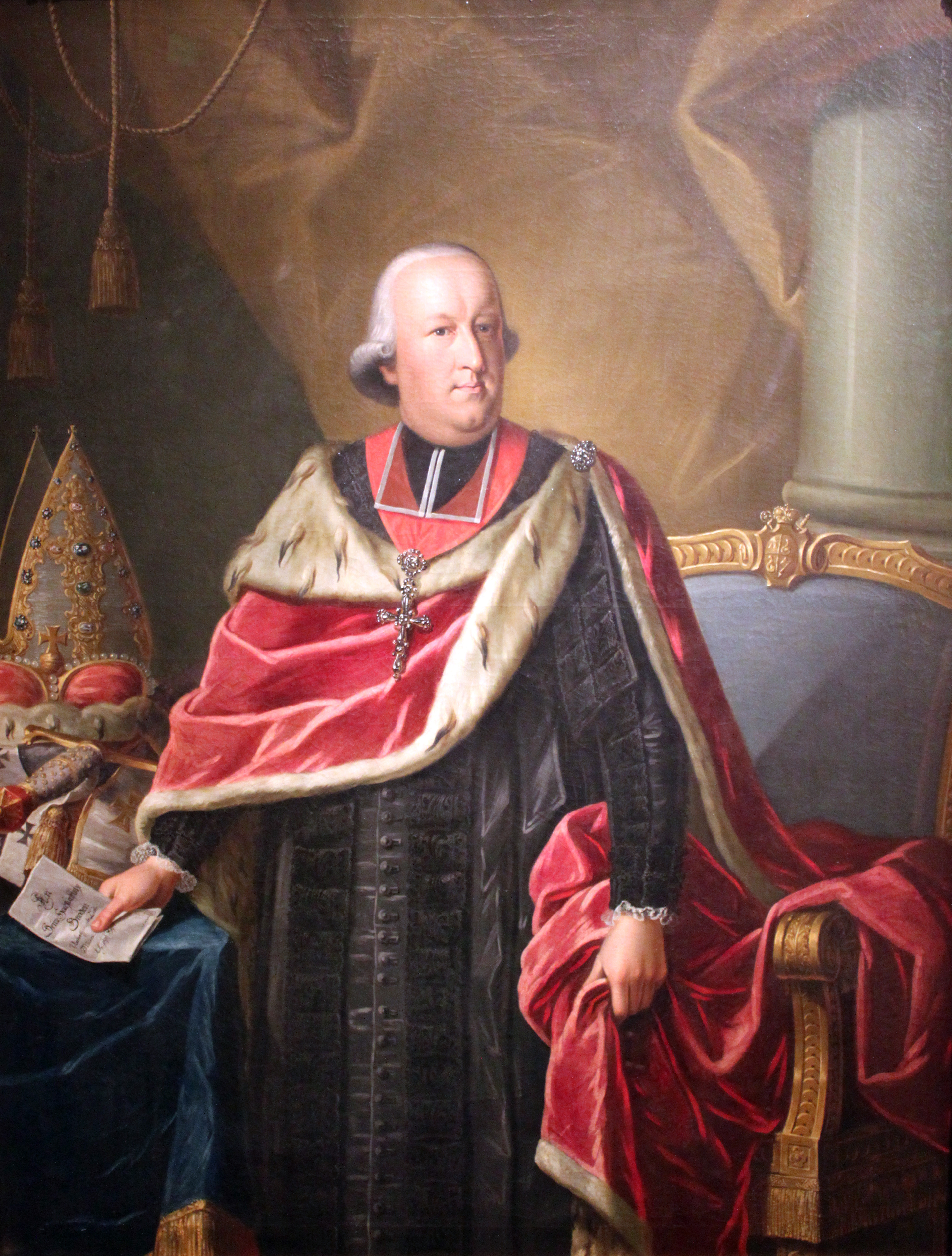
Das Gemälde von Fürstbischof Georg Karl gilt als letztes im Auftrag des Hofes

Nach seiner Anstellung arbeitete Fesel bald am Innenausbau des nördlichen Flügels der Residenz mit und restaurierte die fürstbischöfliche Kunstsammlung. Am 6. Juli 1769 wurde er in Abwesenheit zum ordentlichen Mitglied der Accademia di San Luca in Rom ernannt. Außer dem schillernden Namen hatte der Maler mit der Ernennung keine Verpflichtungen zu übernehmen. Fesel nannte sich  in den kommenden Jahren Professor, wohl um seine Zugehörigkeit zur Akademie zu unterstreichen.
Um das Jahr 1771 wurde Fesel nach Bamberg gerufen. Er sollte dort am Fresko für die Kirche St. Jakob arbeiten. Zeitweise wohnte er wohl auch deshalb in Bamberg. Spätestens 1776 zog die Familie Fesel nach Würzburg. Erst am 27. August 1789 erhielt Fesel zusammen mit seiner Frau in der Residenzstadt das Bürgerrecht. Er zog in die heutige Augustinerstraße in den Hof zum Ritter und erwarb Weinberge außerhalb der Stadt. Aufgrund der teuren Wohnlage kann von einer guten Auftragslage für den Künstler ausgegangen werden.
Nachdem im Jahr 1773 Franz Ludwig von Erthal neuer Würzburger Fürstbischof geworden war, gingen die Aufträge von staatlicher Seite zurück. Fesel nahm mehr Auftragsarbeiten von Kirchen und Klöstern an. So malte er 1779 ein Altarblatt für die Pfarrkirche in Gerolzhofen und arbeitete zwischen 1783 und 1784 für die Zisterziensermönche in Ebrach und die Augustinerchorherren in Heidenfeld. Als Höhepunkt seines Schaffens kann das Porträt des Abtes von Oberzell, Christoph Kroh, aus dem Jahr 1786 gelten.
Für den Fürstbischof wurde Fesel mehr und mehr baukünstlerischer Berater. Im Jahr 1792 veröffentlichte Johann Christoph Fesel erstmals eine kunsttheoretische Schrift und trat auch als Autor hervor. Gleichzeitig unterhielt er in Würzburg nach dem Vorbild des Hauses Mengs eine Werkstatt. Als Schüler Fesels gelten die Zwillingsbrüder Gerhard und Karl von Kügelgen, Joseph Karl Stieler, Conrad Geiger, Margarethe Geiger, Georg Andreas Hofmann, Christian Kehrer und viele andere.
Mit dem Amtsantritt des Georg Karl von Fechenbach als neuer Fürstbischof trat 1795 erneut die Arbeit für den Bischof in den Mittelpunkt. Das Amtsporträt des Fürstbischofs, das 1796 entstand, gilt als letztes Werk Fesels für den Hof. Wahrscheinlich reiste der Maler nun viel, allerdings sind alle Aufenthalte unsicher. Vielleicht traf er auf einer seiner Reisen den Maler Jacques-Louis David und diente einigen Adeligen als Kunstagent.
Um 1800 bewarb sich Fesel um die Stelle als Kunstdirektor der königlich-kaiserlichen Akademie in Prag, allerdings erhielt Joseph Bergler der Jüngere den Zuschlag. Das Hauptaugenmerk Johann Christoph Fesels lag weiterhin auf kirchlicher Kunst, zwischen 1796 und 1798 war zum Beispiel ein Fresko für die Seminarkirche St. Michael in Würzburg entstanden. Dennoch übernahm er verstärkt auch private Aufträge, sodass ein Drittel seines Œuvre profane Kunst darstellt.

### In Kurpfalz-Bayern (bis 1805)
Ab 1802 wuchs der Einfluss von Kurpfalz-Bayern auf das Hochstift. Im Zuge der Säkularisation wurde es 1803 schließlich aufgelöst und kam zum Kurfürstentum. Die neuen Machthaber planten den Abtransport der wichtigsten Kunstwerke aus den hochstiftischen Sammlungen in die neue Hauptstadt München. Fesel verlor seine Stellung als Hofmaler, wurde allerdings bald in bayerische Dienste übernommen. Unklar ist, ob der Anstellung eine Bewerbung vorausgegangen war.
Johann Christoph Fesel wurde, wohl noch 1803, „kurfürstlich pfalz: bayerischer Malerei Inspector“ und erhielt eine adäquate Bezahlung. Der Künstler sollte die Werke im Hochstift inventarisieren und war fortan auch als Händler tätig. Fesel besuchte alle Klöster im Hochstift, außer die Abteien in Münsterschwarzach und Ebrach, um die wertvollsten Stücke zu identifizieren. Bis zum Jahr 1804 wurden alle Gemälde  nach München geschafft.
Damals war der Maler bereits schwer erkrankt und ließ sich in seiner Arbeit wohl von seinem ältesten Sohn Caspar Carl helfen. Noch Ende 1804 besuchte Christoph Fesel einige Klöster, obwohl zu diesem Zeitpunkt der Verlust seines Augenlichts bereits weit fortgeschritten war. Am 25. Oktober 1809 starb Johann Christoph Fesel im Alter von 69 Jahren in Würzburg an einem Nervenschlag und wurde am 27. Oktober auf dem Friedhof vor dem Sandertor bestattet.

## Ehe und Nachkommen
Am 30. Januar 1769 heiratete Johann Christoph Fesel in Schlüsselfeld Anna Dorothea Kilian (1748–1817), die Tochter des örtlichen Forstvorstehers war. Dem Paar wurden insgesamt acht Kinder geboren, von denen jedoch nicht alle das Erwachsenenalter erreichten. Der erstgeborene Sohn Caspar Carl trat als Maler in die Fußstapfen seines Vaters.
- Maria Josepha (* um 1769 in N. N.; † 16. November 1773 in Ochsenfurt)
- Caspar Carl (* 15. Juli 1775 in Würzburg; † 5. Dezember 1846 ebenda)
- Johann Bartholomäus (* 29. Juli 1776 in Würzburg; † N. N.)
- Johann Michael Joseph Martin (* 28. März 1778 in Würzburg; † 4. März 1779 ebenda)
- Maria Anna (* 8. Februar 1780 in Würzburg; † 13. Februar 1780 ebenda)
- Maria Barbara (* 8. August 1783 in Würzburg; † 26. Mai 1853 ebenda)
- Josepha (* 23. August 1784 in Würzburg; † N. N.)
- Anna Josepha (* 17. Oktober 1785 in Würzburg; † 3. Februar 1787 ebenda[11])

## Werke (Auswahl)

### Gesicherte Werke
| Darstellung                                          | Standort                                                  | Jahr          | Technik              | Maße in Zentimeter | Anmerkungen |
| ---------------------------------------------------- | --------------------------------------------------------- | ------------- | -------------------- | ------------------ | --- |
| Chinesische Pavillons                                | Veitshöchheim, Schlossgarten abgegangen                   | 1769          | Fresko               | unbekannt          | Zwei Pavillons im Südosten des Gartens. Exotische Szenen von Papageien, Palmen etc. Vor 1911 entfernt. |
| Madonna                                              | Rom, Accademia di San Luca                                | 1769          | Öl auf Leinwand      | 70 × 60            | Brustbild Marias mit Jesus. Eingereicht für Aufnahme in Akademie. In Tradition der römischen Schule. |
| Heiliger Jakob vor Herodes den Namen Jesus bekennend | Bamberg, St. Jakob                                        | 1771 bis 1773 | Fresko               | unbekannt          | Fresko in der Vierungskuppel. Figuren dicht unter der Sockelzone der Kuppel. Eventuell nach Vorbild Martin Knoller in Kloster Neresheim.                                                                                           |
| Teehaus                                              | Veitshöchheim, Schlossgarten                              | 1773          | Fresko               | unbekannt          | Pavillon über dem Grottenhaus, Deckenfresko. Putten und Apoll im Sonnenwagen. Bildet Klammer zwischen Rokoko und Klassizismus. |
| Büßende Maria Magdalena                              | Würzburg, Residenz                                        | um 1778       | Öl auf Eichenholz    | 109,6 × 76,8       | Maria Magdalena auf einem Vorsprung sitzend. Im Hintergrund Landschaft. Anregungen wohl in Rom, bei Mengs, Batoni. |
| Johannes der Täufer                                  | Würzburg, Residenz                                        | um 1778       | Öl auf Eichenholz    | 116,8 × 76,8       | Der junge Johannes sitzt in einer Höhle. Die ausgestreckte linke Hand verweist auf die Landschaft. Anregungen wohl in Rom, bei Mengs, Batoni.                                                                                      |
| Zwei Stücke zum Zyklus Die Erschaffung der Welt      | Werneck, Schloss Kriegsverlust                            | um 1778       | Öl auf Leinwand      | unbekannt          | Ergänzungen zum Werk Johann Peter Molitors von 1751. |
| Krönung Mariens                                      | Gerolzhofen, St. Maria vom Rosenkranz und St. Regiswindis | um 1779       | Öl auf Leinwand      | ca. 450 × 250      | Im Zentrum des Bildes kniend Maria. Von oben empfängt sie von Jesus und Gottvater die himmlische Krone. Darüber der Heilige Geist in Form einer Taube. Bildtradition des süddeutschen Barock.                                      |
| Entwurf Grabmal für Adam Friedrich von Seinsheim     | Würzburg, Dom                                             | um 1779       | Marmor und Alabaster | H. ca. 400         | Eines der letzten großen Grabmonumente des 18. Jahrhunderts. Entwurf Fesels wurde von Johann Peter Wagner mit leichten Änderungen umgesetzt.                                                                                       |
| Die Opferung der Iphigenie                           | Worms, Herrnsheimer Schloss                               | 1781          | Öl auf Leinwand      | 200,5 × 300        | Im Mittelpunkt ein Priester, vor ihm eine Frau. Links ein römischer Offizier. Umgeben von mehreren Figurengruppen. |
| Martyrium des heiligen Sebastian                     | Ebrach, ehem. Kirche der Zisterzienserabtei               | 1783          | Öl auf Leinwand      | 217 × 130          | Der Heilige Sebastian ist an Baum gebunden und von Pfeilen übersät. Im Bildhintergrund eine Gruppe von drei Soldaten. |
| Abt Christoph Kroh von Oberzell                      | Würzburg, Mainfränkisches Museum                          | 1786          | Öl auf Leinwand      | 76,3 × 62,2        | Ursprünglich als Stefan Wolff Prior der Kartause Tückelhausen bekannt. Brustbild des Abtes Christoph Kroh. Erstes Porträt des Johann Christoph Fesel.                                                                              |
| Johannes Gutberlet (1748–1832)                       | Würzburg, Martin-von-Wagner-Museum                        | 1786          | Öl auf Leinwand      | 72 × 58            | Brustbild des Arztes. Ähnlich Abt Christoph Kroh von Oberzell. |
| Maria Gertrudis Gutberlet, geborene Stellwang        | Würzburg, Martin-von-Wagner-Museum                        | 1786          | Öl auf Leinwand      | 72 × 58            | Brustbild der Ehefrau. Gegenstück zu Johannes Gutberlet. |
| Entwurf Stiftungsrelief Juliusspital                 | Würzburg, Juliusspital                                    | 1789/1791     | unbekannt            | unbekannt          | Querrechteckiges Relief über dem Portalpavillon. Entwurf Fesels wurde 1791 durch Balthasar Heinrich Nickel umgesetzt. |
| Büßende Maria Magdalena                              | Pommersfelden, Schloss Weißenstein                        | 1792          | Öl auf Nußbaumholz   | 78 × 57            | Maria Magdalena in einer Höhle sitzend. Ähnlichkeiten zur Würzburger Fassung von ca. 1778. |
| Martyrium des heiligen Bartholomäus                  | Würzburg, Dom                                             | 1794          | Öl auf Leinwand      | 298 × 160          | Der Heilige sitzt mit einem Lendenschutz bekleidet auf Steinquader. Seine Arme sind an ein Holzgestell gebunden. Ein Soldat zieht ihm die Haut von der rechten Hand ab. Rückgriff auf barocke Bildelemente.                        |
| Martyrium des heiligen Laurentius                    | Würzburg, Dom, Kriegsverlust                              | 1794          | Öl auf Leinwand      | unbekannt          | Laurentius wird von drei Männern auf einen Rost gehoben. Ein Herrscher im rechten Bildmittelgrund verweist auf ein Götzenbild im linken Bildrand. Rückgriff auf Werk Clemens Anton Lünenschloß für Pfarrkirche St. Peter und Paul. |
| Friedrich von Fechenbach zu Laudenbach               | Bamberg, Kunsthandel Christian Eduard Franke              | 1795          | Öl auf Leinwand      | 150 × 120          | Ganzkörperbild eines kleinen Jungen. Gewehr in der linken Hand, Hut in der Rechten. Orientierung an barocken Repräsentationsbildnissen.                                                                                            |
| Joseph Maria Schneidt (1727–1808)                    | Würzburg, Mainfränkisches Museum                          | 1795          | Öl auf Leinwand      | 68,6 × 54,4        | Brustbild eines älteren Mannes. Ähnlich Abt Christoph Kroh von Oberzell. |
| Maria Magdalena Josepha Therese Schneidt (1741–1799) | Würzburg, Mainfränkisches Museum                          | 1795          | Öl auf Leinwand      | 69,4 × 56,3        | Brustbild einer älteren Frau. Gegenstück zu Joseph Maria Schneidt. |
| Georg Karl von Fechenbach                            | Berlin, Deutsches Historisches Museum                     | wohl 1796     | Öl auf Leinwand      | 155,5 × 121,5      | Großformatiges Kniestück des letzten Fürstbischofs. In Tradition der barocken Repräsentationsbilder. |
| Symbolische Darstellung des christlichen Glaubens    | Würzburg, St. Michael Kriegsverlust                       | 1796 bis 1798 | Fresko               | unbekannt          | Vermutlich mit Materno Bossi zusammen. Dem Klassizismus zuzuordnen. |
| Christoph Carl Freiherr von Dienheim                 | Mainz, Dom- und Diözesanmuseum                            | 1798          | Öl auf Leinwand      | 71 × 57            | Brustbild eines älteren Mannes. |
| Der Raub der Sabinerinnen                            | Würzburg, Martin-von-Wagner-Museum                        | 1801          | Öl auf Leinwand      | 102 × 132          | Mythologische Szenerie der Raub der Sabinerinnen. Im Vordergrund wildes Durcheinander. Im Hintergrund ein Tempel. Eventuell durch Gemälde Jacques-Louis David inspiriert.                                                          |
| Büßende Maria Magdalena                              | München, Bayerische Schlösser- und Seenverwaltung         | 1804          | Öl auf Eichenholz    | 56,5 × 84,9        | Maria Magdalena in einer Höhle liegend. |
| Dr. Bonifaz Anton Oberthür                           | Würzburg, Mainfränkisches Museum                          | nach 1804     | Öl auf Leinwand      | 69 × 59,5          | Profilansicht des Porträtierten. Nach einer Gipsplakette des toten Oberthürs. |

### Zugeschriebene Werke
| Darstellung                                              | Standort                                      | Jahr          | Technik         | Maße in Zentimeter | Anmerkungen |
| -------------------------------------------------------- | --------------------------------------------- | ------------- | --------------- | ------------------ | --- |
| Abt Oswald Loschert von Oberzell                         | Würzburg, Mainfränkisches Museum              | unbekannt     | Öl auf Leinwand | 77,5 × 59,4        | Brustbild des Abtes Oswald Loschert von Oberzell (1747–1785). Eventuell lediglich durch die Hand eines Schülers.                                                                   |
| Friedrich Karl Ludwig von Guttenberg                     | Würzburg, Mainfränkisches Museum              | unbekannt     | Öl auf Leinwand | 62,7 × 59          | Brustbild des Dargestellten. Durch stilistische und motivische Vergleiche eindeutig Fesel zugeordnet.                                                                              |
| Johann Michael Fesel                                     | Würzburg, Mainfränkisches Museum              | unbekannt     | Öl auf Leinwand | 47,1 × 37,8        | Brustbild eines älteren Mannes mit Lockenperücke. Große Ähnlichkeiten zu anderen Porträts Fesels.                                                                                  |
| Helena Barbara Fesel                                     | Würzburg, Mainfränkisches Museum              | unbekannt     | Öl auf Leinwand | 47,1 × 37,9        | Brustbild einer älteren Frau mit Haube und Schultertuch. Große Ähnlichkeiten zu anderen Porträts Fesels.                                                                           |
| Spielende Putten                                         | Würzburg, Residenz Kriegsverlust              | 1776 bis 1778 | Öl auf Leinwand | ca. 133 × 80       | Im Mittelgrund zwei tanzende Putten. Fesel als Urheber nicht genannt. Vergleichbare Werke vorhanden.                                                                               |
| Porträt einer jungen Dame                                | Würzburg, ehem. Luitpold-Museum Kriegsverlust | unbekannt     | unbekannt       | unbekannt          | Brustbild einer jungen Frau vor neutralem Hintergrund. Schwarzweißaufnahme vorhanden.                                                                                              |
| Maria Himmelfahrt und Joseph mit dem Jesuskind           | Wipfeld, St. Johannes                         | um 1783       | Öl auf Leinwand | unbekannt          | Linker und Rechter Seitenaltar. Beide Gemälde Dunkles Kolorit. Parallelen zu Altar in Gerolzhofen.                                                                                 |
| Reuiger Petrus im Kerker                                 | Ebrach, ehem. Kirche der Zisterzienserabtei   | 1784          | Öl auf Leinwand | 217 × 131          | Petrus im Kerker. Hände vor dem Gesicht gefaltet. Nicht eindeutig zugeordnet. |
| Selbstporträt mit Palette                                | Würzburg, Mainfränkisches Museum              | 1784          | Öl auf Leinwand | 66,2 × 49,5        | Brustbild des rechts gewandten Künstlers mit Palette. Große Ähnlichkeit zu den Porträts von Mengs.                                                                                 |
| Selbstporträt                                            | Würzburg, Privatsammlung                      | unbekannt     | Öl auf Leinwand | 48,6 × 36,1        | Brustbild des nach rechts gewandten Künstlers. Entstand später als Selbstporträt mit Palette.                                                                                      |
| Madonna                                                  | Kleinochsenfurt, Maria Schnee                 | um 1793       | Öl auf Leinwand | unbekannt          | Maria mit Jesuskind schwebt von Engeln getragen vor einer Kirche. Nimmt auf das sogenannte Schneewunder Bezug. Ursprünglich im Würzburger Dom. Als Schenkung nach Kleinochsenfurt. |
| Martyrium des heiligen Laurentius                        | Würzburg, Neumünster                          | um 1794       | Öl auf Leinwand | H. ca. 140         | Variante für das Altarblatt des Domes. Eventuell Entwurf für das Blatt von 1794.                                                                                                   |
| Georg Karl von Fechenbach                                | Würzburg, Residenz                            | nach 1796     | Öl auf Leinwand | 97,4 × 70,5        | Brustbild des Fürstbischofs. Große Ähnlichkeiten zu Darstellung des Fürstbischofs durch Fesel.                                                                                     |
| Apollonia Oehninger, geb. Senft                          | Verbleib unbekannt wohl Kriegsverlust         | 1797          | unbekannt       | unbekannt          | Brustbild einer im Lehnstuhl sitzenden Frau. Schwarzweißaufnahme vorhanden. |
| Emmerich Joseph von Hettendorf                           | Mainz, Landesmuseum                           | um 1803       | Öl auf Leinwand | 66,5 × 55          | Brustbild eines Mannes im Scheinrahmen. Darstellung des Würzburger Domkapitulars (ab 1784). Gestaltungsmotive wie in vielen von Fesels Porträts.                                   |
| Jeanette Freifrau Fuchs von Bimbach, geb. von Guttenberg | Guttenberg, Schloss Guttenberg                | um 1804       | Öl auf Leinwand | 210 × 135          | In einer parkähnlichen Landschaft sitzt eine Frau in einem weißen Empirekleid. Gedächtnisbild. Ähnelt einigen Gemälden in Fesels Spätwerk.                                         |

## Als Autor
- Johann Christoph Fesel: Mahler-Theorie oder ein kurzer Leitfaden der historischen Mahlerey für Anfänger kurz beschrieben. Würzburg 1792.